# Louis C.K.
Louis Székely (prononcé en anglais : /ˈlu.i ˌsiˈkeɪ/), connu sous son nom de scène Louis C.K. (/ˈlu.i si.ˈkeɪ/), né le 12 septembre 1967 à Washington, D.C., est un humoriste, scénariste, acteur, réalisateur et producteur de cinéma américano-mexicain.
Ayant débuté sur les scènes de stand-up de New York, il est le créateur de la série comique Louie, diffusée depuis 2010 sur FX. Il est à la fois la vedette, le producteur, le scénariste et le réalisateur de la série, dont il assure également le montage jusqu'en 2012. Très populaire aux États-Unis pour son usage de l'autodérision et de l'humour noir, il a remporté en 2012 un Peabody Award et six Primetime Emmy Awards. En 2017, Rolling Stone le classe quatrième sur sa liste des cinquante meilleurs humoristes de stand-up.

## Biographie

### Jeunesse et débuts
Il a commencé à utiliser l'abréviation « C.K. » à l'école primaire, car il trouvait que son nom Székely /ˈseːkɛj/, signifiant Sicule en hongrois, était très difficile à prononcer en anglais,. Son nom de scène est ainsi dérivé d'une prononciation approximative de son nom de famille.
Louis C.K. est né à Washington DC en 1967 de Mary Louise Davis, une ingénieure en informatique, et de Luis Székely, un économiste. La mère de Louis C.K. est d'origine irlandaise, tandis que son père est mexicain, fils d'un juif ashkénaze hongrois qui avait immigré en Amérique latine. Après s'être rencontrés à Harvard, les parents de Louis C.K. déménagent à Mexico à la naissance de leur fils et y vivent jusqu'à ses sept ans. C.K., qui parle couramment espagnol, a conservé la nationalité mexicaine.
Après avoir quitté Mexico, ils emménagent dans la banlieue de Boston (Massachusetts), où C.K. décide de devenir acteur comique, citant Bill Cosby, Richard Pryor, Steve Martin et George Carlin comme ses influences. Lorsqu'il a dix ans, ses parents divorcent, et il est élevé avec ses trois frères et sœurs par sa mère à Newton (MA). C'est en voyant sa mère regarder des émissions idiotes à la télévision qu'il pense : « je me rappelle avoir pensé quand j'étais en CM2 : « je dois rentrer dans cette boîte et améliorer ces conneries ». Parce qu'elle le méritait. Ça me rendait malade à quel point ces émissions étaient nulles,. »
Après avoir fini sa scolarité au lycée de Newton, C.K. travaille comme garagiste à Boston en essayant de trouver le courage d'essayer le stand-up, dont il a sa première expérience en 1984 dans un comedy club : il a droit à cinq minutes, mais il ne tient que deux minutes. Cette expérience le tient en échec pendant deux ans, et il ne fait une autre tentative qu'en 1986 où il réessaye avec son ami Marc Maron. C.K. est petit à petit devenu une référence dans le milieu du stand-up de Boston et il fait la première partie des spectacles de Jerry Seinfeld jusqu'à ce qu'il déménage à New York en 1989.

### Carrière

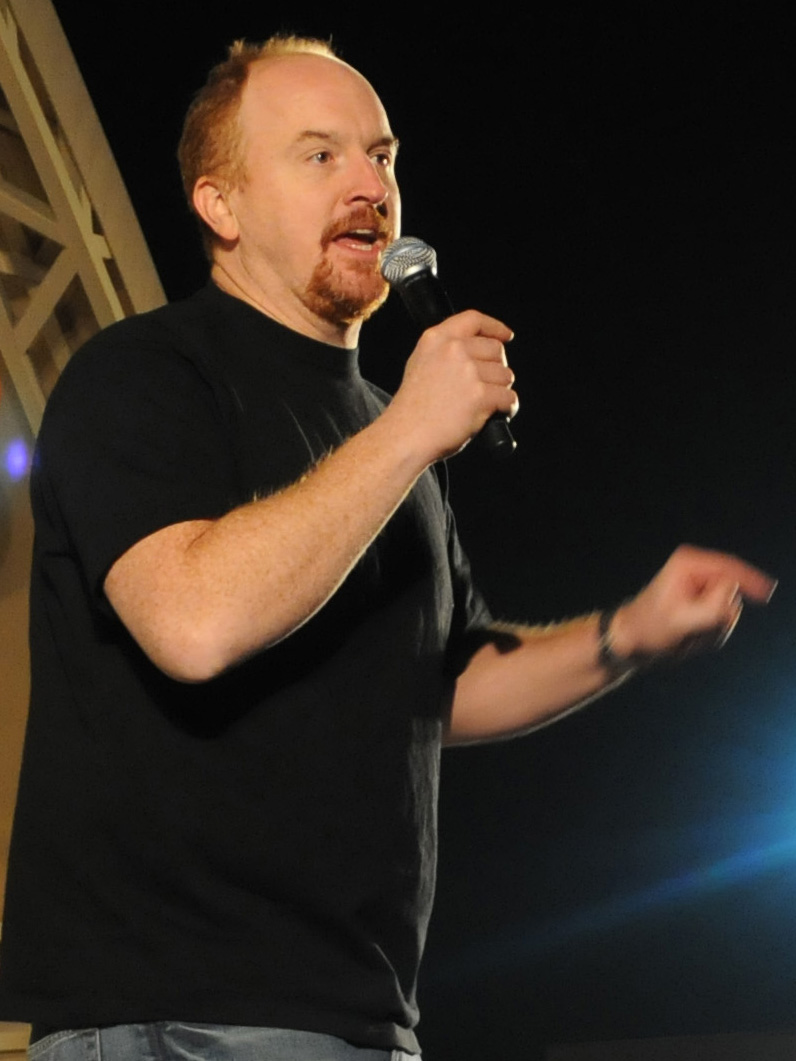
Louis C.K. en décembre 2008 au Koweït.

Dans les années 1990, il a réussi comme humoriste de stand-up à New York et scénariste de talk-shows comme Late Show with David Letterman, Late Night with Conan O'Brien, The Dana Carvey Show et The Chris Rock Show (en). Pour son travail dans l'émission de Chris Rock, il est nommé trois fois à l'Emmy Award du meilleur scénario et le remporte en 1999. Il est également nommé à l'Emmy pour sa participation à l'écriture de l'émission de Conan O'Brien. Mais c'est principalement avec ses spectacles de stand-up pour HBO – Shameless (2007), Chewed Up (2008) et Hilarious (2011) – qu’il a obtenu du succès. Son genre de comédie est surtout l'humour d'observation, dans lequel il parle souvent de sa vie ; il utilise habituellement son divorce – et antérieurement son mariage – et ses deux filles comme sources d'inspiration (il se marie avec Alix Bailey en 1995 ; ils divorcent en 2008 et partagent la garde de leurs filles,).
En 1998, il réalise et écrit le film en noir et blanc Tomorrow Night (en), présenté à Sundance, ainsi que plusieurs courts métrages, dont six épisodes de l'émission de comédie Sunny Skies sur Showtime.
En 2001, il écrit également le scénario (et réalise) la version cinématographique des sketches de Rock, Pootie Tang, qui reçoit de nombreuses critiques négatives mais a fait l'objet d'un culte de la part des fans,. La même année, il coécrit avec Chris Rock les films Les Pieds sur terre (Down to Earth), qu'il retrouvera en 2007 pour Je crois que j'aime ma femme.
En 2006, C.K. interprète le rôle-titre de la sitcom qu'il a créé, Lucky Louie, diffusée sur HBO et enregistrée devant un public, faisant de la série la première du genre sur la chaîne câblée ; HBO annule la série après la première saison. C.K. apparaît aussi dans des comédies, ainsi que dans plusieurs épisodes de la série Parks and Recreation avec Amy Poehler.
En 2009, il crée une nouvelle série, Louie, choisie pour être diffusée par FX, que C.K. écrit, réalise, produit et interprète. La série alterne des extraits de spectacles de stand-up dans des comedy clubs de New York comme le Comedy Cellar avec des épisodes de sa vie quotidienne, souvent liées à ses interventions sur scène. Il interprète une version de lui-même, un homme divorcé dans la quarantaine à qui la vie n'a plus rien à apprendre : « C'est dur de recommencer après un mariage. C'est dur de regarder quelqu'un et de se dire, hey, peut-être que quelque chose de beau peut arriver... Vous allez rencontrer la personne parfaite, que vous aimez à la folie, avec qui même les disputes sont parfaites, et vous évoluez ensemble, et vous avez des enfants, et vous vieillissez ensemble, et finalement elle va mourir. Et ça, c'est le meilleur scénario. » C.K. a été nommé deux fois à l'Emmy du meilleur acteur en 2011 et 2012 pour son rôle dans Louie.
En 2016 il diffuse, via son site internet, une nouvelle série baptisée Horace and Pete dans laquelle il joue aux côtés de Steve Buscemi, Alan Alda et Jessica Lange.
Le succès public de Louis CK est énorme, et il est par exemple le seul humoriste à avoir rempli le Madison Square Garden trois fois en une seule tournée. Mais son succès critique est peut-être encore plus grand, plébiscité par de multiples récompenses, et considéré par de nombreux humoristes telle Blanche Gardin comme « le modèle absolu, le maître ».
En 2018, en août, il surprend tout le monde en apparaissant sur la scène du Comedy Cellar de New York seulement neuf mois après les faits d'exhibition sexuelle qui lui ont été reprochés. Il est ovationné.
En 2020, en juillet, Louis C.K. annonce la sortie d'enregistrements audios de conversation entre lui et sa compagne Blanche Gardin. Les bénéfices de ces enregistrements seront reversés à la fondation Emmaüs en France et à la Fistula Foundation aux États-Unis. 
En 2020, en août, Louis C.K. a été invité par son vieil ami Dave Chappelle pour participer à la création de son futur stand-up An Intimate Socially Distanced Affair au pavillon Wirrig à Yellow Springs dans l'Ohio pendant la pandémie de Covid-19 aux États-Unis. Des photos de cette réunion ont été diffusées sur internet. On pouvait y voir aussi d'autres participants comme Sarah Silverman, Michelle Wolf, Tiffany Haddish et le rappeur Common.

## Affaire judiciaire
En 2017, dans le contexte de l'affaire Harvey Weinstein, il est accusé par plusieurs comédiennes de s’être masturbé en leur présence ou d’avoir proposé de le faire. La société qui avait acheté les droits de distribution de son nouveau film I love you, Daddy en annule la sortie, une semaine avant la date prévue. FX, qui diffusait la série Louie, annonce qu'elle met fin à sa collaboration avec l'humoriste, tandis que Netflix annule son projet d'émission spéciale avec lui. Il reconnaît les faits dans une tribune publiée par le New York Times mais ne sera pas poursuivi en justice.

## Vie privée
En novembre 2018, il donne une heure de spectacle à Paris, au Théâtre de l'Œuvre, et il en profite pour confirmer sa liaison avec Blanche Gardin, en compagnie de laquelle il avait été vu dans les rues de New York le mois précédent.

## Stand-up
Les spectacles ci-dessous ont été édités en CD ou en DVD ou diffusés à la télévision américaine (HBO) :
- 2001 : Live in Houston (en)
- 2005 : One Night Stand (en)
- 2007 : Shameless (en)
- 2008 : Chewed Up (en)
- 2010 : Hilarious (en)
- 2011 : Live at the Beacon Theater
- 2012 : WORD: Live at Carnegie Hall (en)
- 2013 : Oh My God (en)
- 2015 : Louis C.K.: Live at the Comedy Store
- 2017 : 2017
- 2020 : Sincerely
- 2021 : Sorry
- 2023 : Louis C.K. at the Dolby

## Filmographie

### Acteur
- 1996-2002 : Docteur Katz (Dr Katz, Professional Therapist) : Louis
- 1996 : The Dana Carvey Show : plusieurs personnages
- 1997 : The Chris Rock Show (en) : plusieurs personnages
- 2002 : Ciné-Maniac (Home Movies) : Andrew Small (voix)
- 2004 : Saint Louie
- 2005 : London : le thérapeute
- 2006-2007 : Lucky Louie : Louie
- 2008 : Diminished Capacity (en) de Terry Kinney : Stan
- 2008 : Le Retour de Roscoe Jenkins (Welcome Home, Roscoe Jenkins) de Malcolm D. Lee : Marty
- 2008 : Les Grands Frères (Role Models) : l'agent de sécurité
- 2009 : Mytho-Man (The Invention of Lying) : Greg
- 2009-2012 : Parks and Recreation : Dave Sanderson
- 2010-2015 : Louie : Louie
- 2012, 2014, 2015 et 2017 : Saturday Night Live : invité vedette
- 2013 : Blue Jasmine de Woody Allen : Al
- 2013 : American Bluff (American Hustle) de David O. Russell : Stoddard Thorsen
- 2014 : Deuxième chance à Brooklyn (The Angriest Man in Brooklyn) : Docteur Fielding
- 2015 : Dalton Trumbo (Trumbo) de Jay Roach : Arlen Hird
- 2016 : Horace and Pete : Horace Whittell VIII
- 2017 : I Love You, Daddy : Glen Topher
- 2021 : La Meilleure Version de moi-même : lui-même

### Réalisateur
- 1998 : Tomorrow Night (en)
- 2001 : Pootie Tang
- 2010-2015 : Louie
- 2016 : Horace and Pete
- 2017 : I Love You, Daddy

### Scénariste
- 1993-1994 : Late Night with Conan O'Brien
- 1995 : Late Show with David Letterman
- 1996 : The Dana Carvey Show
- 1997 : The Chris Rock Show (en)
- 1998 : Tomorrow Night
- 2001 : Best of Chris Rock: Volume 2
- 2001 : Les Pieds sur terre (Down to Earth)
- 2001 : Pootie Tang
- 2004 : Saint Louie
- 2006-2007 : Lucky Louie
- 2007 : Je crois que j'aime ma femme (I Think I Love My Wife)
- 2009 : Juste pour rire (Just for Laughs)
- 2010-2015 : Louie
- 2012 : Before We Made It
- 2016 : Horace and Pete
- 2016 : Baskets (créateur)
- 2016 : Better Things (créateur)

### Producteur
- 1996 : The Dana Carvey Show
- 1997 : The Chris Rock Show (en)
- 1998 : Tomorrow Night
- 2001 : Pootie Tang
- 2004 : Saint Louie
- 2006-2007 : Lucky Louie
- 2010-2015 : Louie
- 2016 : Horace and Pete

## Distinctions
- 1999 : Primetime Emmy Award du meilleur scénario pour un programme de variété, musical ou comique pour The Chris Rock Show (en)
- 2012 :
  - Primetime Emmy Award du meilleur scénario pour une série télévisée comique pour Louie
  - Critics' Choice Television Award du meilleur acteur dans une série télévisée comique pour Louie
  - Satellite Award du meilleur acteur dans une série télévisée musicale ou comique pour Louie
  - American Film Institute Awards Top 10 des meilleures séries télévisées de l'année pour Louie
  - Television Critics Association Award de la meilleure prestation dans une série comique pour Louie
- 2013 : Critics' Choice Television Award du meilleur acteur dans une série télévisée comique pour Louie